# Estádio Sady Arnildo Schmidt
Estádio Sady Arnildo Schmidt – stadion piłkarski w Campo Bom, Rio Grande do Sul, Brazylia, na którym swoje mecze rozgrywa klub Clube 15 de Novembro.
Nazwa stadionu została nadana ku pamięci Sady Arnildo Schmidta patrona drużyny.